# サン・バルトロメーオ・ヴァル・カヴァルニャ
サン・バルトロメーオ・ヴァル・カヴァルニャ（伊: San Bartolomeo Val Cavargna）は、イタリア共和国ロンバルディア州コモ県にある、人口約1,000人の基礎自治体（コムーネ）。
サン・バルトロメーオは、ヴァル・カヴァルニャで最も人口が多い集落である。

## 地理

### 位置・広がり
コモ県北西部、ヴァル・カヴァルニャのコムーネ。県都コモから北へ31kmの距離にある。

#### 隣接コムーネ
隣接するコムーネは以下の通り。
- カルラッツォ
- クジーノ
- ガルツェーノ
- サン・ナッザーロ・ヴァル・カヴァルニャ

### 地震分類
イタリアの地震リスク階級 (it) では、4 に分類される
。

## 行政

### 山岳部共同体
広域行政組織である山岳部共同体「ヴァッリ・デル・ラーリオ・エ・デル・チェレージオ山岳部共同体」 (it:Comunità montana Valli del Lario e del Ceresio) （事務所所在地: グラヴェドーナ・エドゥニーティ）を構成するコムーネの一つである。

### 分離集落
サン・バルトロメーオ・ヴァル・カヴァルニャには、以下の分離集落（フラツィオーネ）がある。
- Sora, Costa, Oggia, Ambesello-Vraghez, Rus di Vora, Cagum, Darni, Rus dei Gatti, Valera, Seravada, Tavagnacco, Bedera, Vraccia